# Branyiszkói ütközet
A branyiszkói ütközet az 1848–49-es szabadságharc téli hadjáratának egyik jelentős következményekkel járó ütközete volt. 1849. február 5-én a Branyiszkói-hágónál Guyon Richárd honvéd ezredes csapatai vereséget mértek Franz Deym tábornok csapataira, és ezzel kiprovokálták a feldunai hadsereg áttörését a Tiszánál összpontosított magyar főerő felé.

## Előzményei

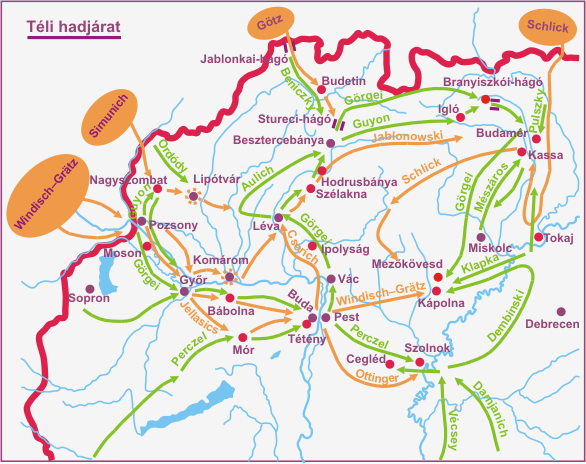
A téli hadjárat térképe

A főváros 1849. január 5-i feladása után Görgei javaslatára a feldunai hadtest nem a Tisza mögé vonult vissza, hanem észak felé fordult, hogy megkísérelje a Simunich tábornok által ostromlott Lipótvár felmentését. A hadmozdulat elsődleges célja az volt, hogy megakadályozza, hogy Windisch-Grätz teljes erejével a Tiszánál kiépített védővonal ellen indítson támadást. Ezt a célt el is érte, mert a herceg bizonytalanná vált, nem volt pontos tudomása a kettévált magyar haderő nagyságáról és céljairól. Az észak felé forduló Görgei-hadtest hátbatámadással fenyegette a komáromi várat és a Lipótvárat ostromló császári haderőt, ezért a herceg főerejével Budán maradt, és csak egy-egy üldöző csapatot küldött Perczel és Görgei után. Görgei észak felé fordulása a hadászati célt tehát elérte, mert eltérítette a császári erőket a Debrecen felé irányuló főcsapástól, azonban a magyar tábornok előtt csakhamar nyilvánvalóvá vált, hogy hadműveleti területét jelentős túlerő veszi közre, ezért Lipótvár felmentésének erőltetése a feldunai hadtest megsemmisülését eredményezheti. A hadtest éle negyven kilométerre megközelítette Lipótvárat és így egy rövid időre az ostromzár felszakítását is sikerült elérnie, de végül Görgeinek el kellett vonulnia a bányavárosok felé. A szinte folyamatos utóvédütközeteket vívó, északról Götz, délről Csorich csapatai által fenyegetett Görgeit itt érte Mészáros Lázár hadügyminiszter parancsa, hogy induljon Kassa felé a Schlik tábornok elleni hadműveletek támogatására.
A hadtest két oszlopban indult a Szepesség felé: az egyik csoport Görgei vezetésével a Stureci-hágón keresztül Poprád, a másik Guyon Richárd ezredes vezetésével Igló irányában. Götz és Jablonowski tábornokok a déli oszlopot üldözték, így Görgei Lőcsére érkezve értesült róla, hogy a császári csapatok szorosan a nyomában vannak, és előtte a Szepességből Sárosba vezető Branyiszkói-hágót Franz Deym tábornok csapatai tartják megszállva. A Görgei-hadtest előtt ekkor két lehetőség állt: vagy Branyiszkón áttörve közelíti meg Kassát, vagy déli irányba, a Sajó völgyébe vonul. Görgei az első lehetőséget választotta. A Branyiszkói-ütközet mindkét fél számára jelentős téttel bírt, mert magyar győzelem esetén a Kassa környékén lévő Schlik-hadtest Klapka és Görgei bekerítésébe kerülhetett, császári győzelem esetén ugyanez Görgei csapatait fenyegette Jablonowski, Götz és Schlik részéről. A Branyiszkói-hágó elfoglalására Guyon ezredes kapott parancsot.

## A csata lefolyása

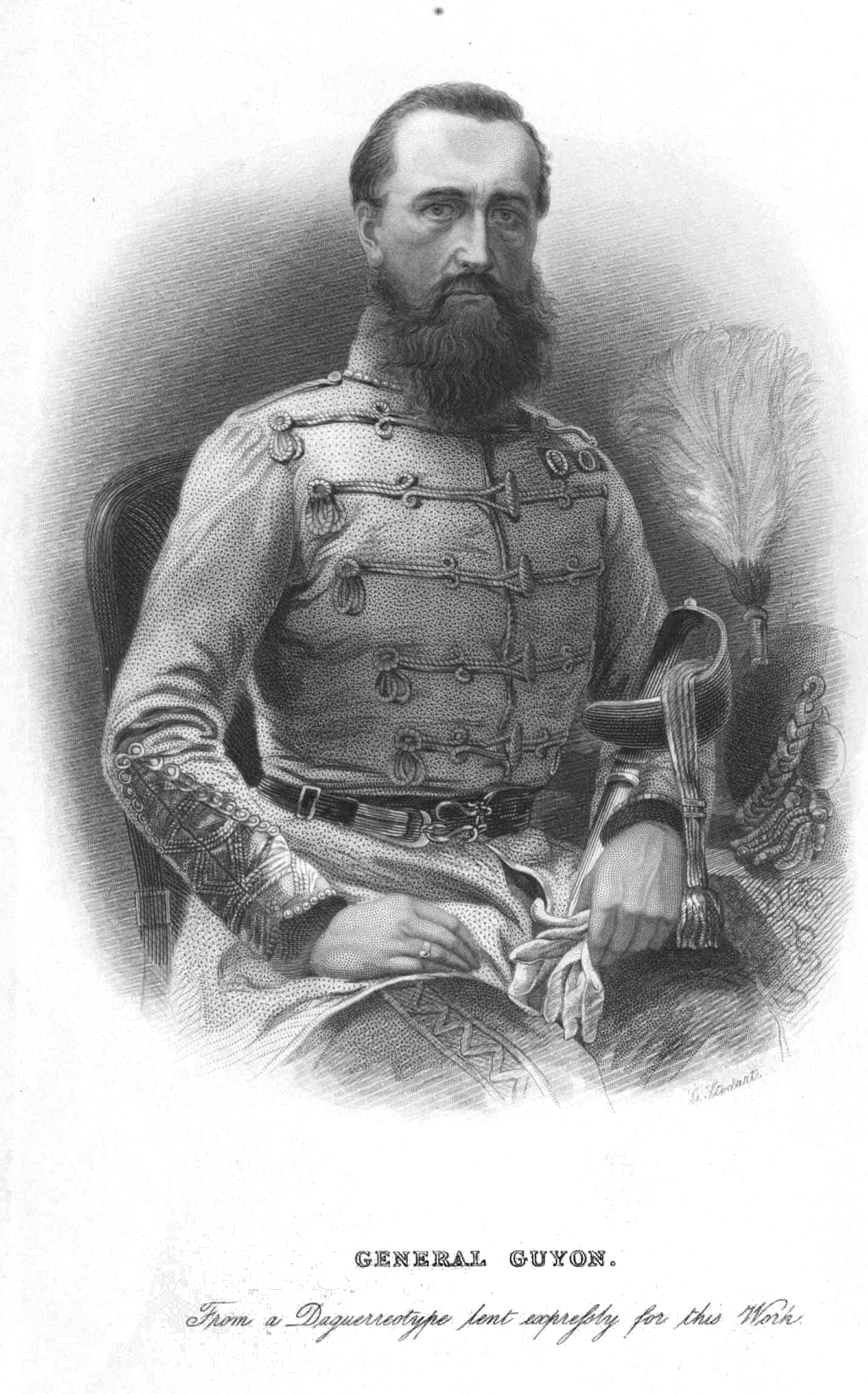
Guyon Richárd számára a branyiszkói győzelem hozta meg a hírnevet és a tábornoki kinevezést

Guyon hadosztálya a bányavárosokban elszenvedett veszteségek után a 13. és 33. honvédzászlóaljból, egy frissen toborzott szlovák zászlóaljból, egy vadászszázadból, egy utászszázadból, a Nádor-huszárezred egy századából és 21 ágyúból állt. A hadosztály összlétszáma mintegy négyezer fő volt. A támadók így több mint kétszeres túlerővel rendelkeztek, de a terepviszonyok a védőknek kedveztek.

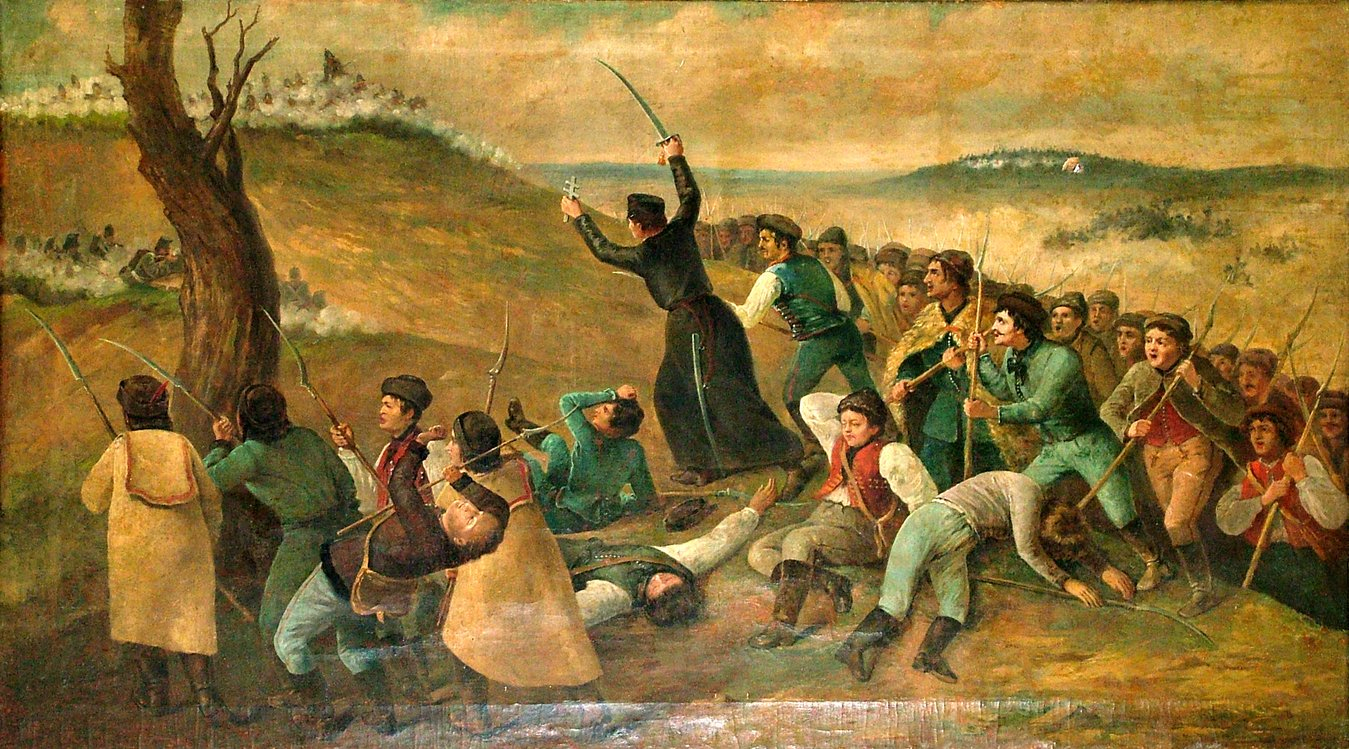
Erdősi Imre honvéd tábori lelkész, kezében kereszttel, rohamot vezet

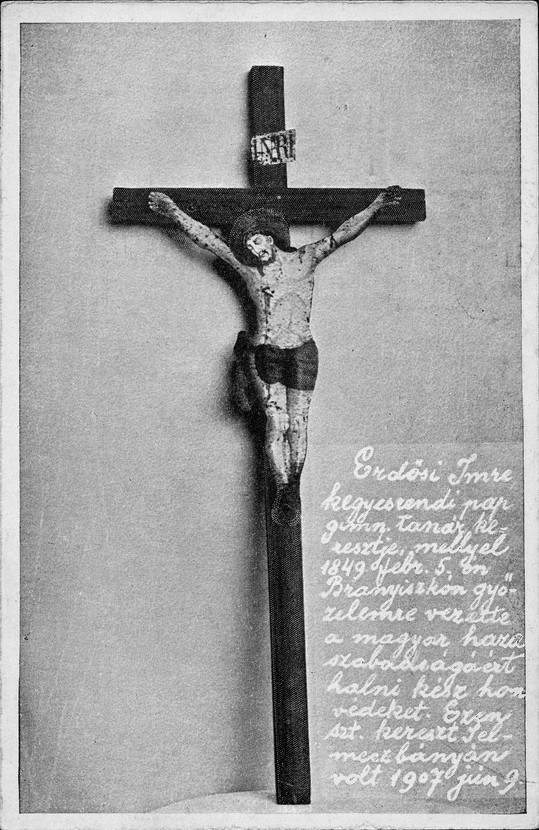
Erdősi Imre keresztje, amellyel 1849. febr. 5-én Branyiszkónál győzelemre vezette a honvédeket (Levelezőlap, 1907).

Guyon a rá jellemző önbizalommal előre megírta győzelmi jelentését, majd csapataihoz a következő szónoklatot intézte: „Vorwärts dupla lénung, rückwärts kartács schiessen” (Ha előrementek, dupla zsoldot kaptok, ha hátráltok, kartáccsal belétek lövetek.)  Amikor a honvédek első rohama kudarcot vallott, be is váltotta ígéretét, majd a következő rohamot személyesen vezette. A sikerben nagy része volt Erdősi Imre piarista szerzetesnek, aki szlovákul lelkesítette a friss szlovák zászlóalj katonáit. Deym, hogy a bekerítést elkerülje, megpróbálta a hágó melletti mellékutakat és ösvényeket is megszállni, azonban ez azzal járt, hogy a hágó védelmére nem maradt elég embere. Az elszántan rohamozó honvédek így egyre inkább teret nyertek. Guyon először csak színlelte, hogy Deym csapatait megkísérli megkerülni, majd a honvédek egy része valóban meg is indult a meredek hegyoldalon. Deym attól tarthatott, hogy egész haderejét elveszítheti, ezért végül feladta a hágó védelmét és Eperjes felé visszavonult. Az ütközetben a magyar csapatok vesztesége százötven, a császári csapatoké mintegy nyolcszáz fő volt.
Görgei a lőcsei honvédbálon éjfél körül kapta kézbe Guyon győzelmi jelentését, azonnal riadót rendelt el és hadseregével átvonult Eperjes irányába. Az általános katonai helyzet ezzel a magyar fél számára kedvezőre fordult.

## Következményei
A feldunai hadsereg a felvidéki hadjárat ütközeteinek túlnyomó részét elvesztette, a hadjáratot azonban lényegében megnyerte, mert hetekre visszatartotta Windisch-Grätz erőit a Tisza-vonal elleni frontális támadástól és végül – a branyiszkói áttörésnek köszönhetően – súlyosabb veszteségek nélkül került ki a császári csapatok gyűrűjéből. A Schlik-hadtest bekerítése – a felső katonai vezetés, elsősorban Henryk Dembiński tehetetlensége miatt – végül nem sikerült, de a branyiszkói győzelem mégis jelentős hatással volt a háború további menetére, mert lehetővé tette a Görgei-hadtest és a magyar főerők egyesülését és végeredményben a győzelmes tavaszi hadjárat megindítását.
A 33. honvédzászlóalj hősies magatartása elismeréséül Görgeitől egy „Branyiszkó 1849. február 5.” felirattal ellátott aranyhímzésű zászlószalagot kapott.

## Ismert résztvevők
- Guyon Richárd (1813–1856) tábornok, rövid ideig vezérkari főnök és a honvédség főparancsnoka
- Gróf Franz Deym (1805–1872) császári-királyi altábornagy, tábornok
- Erdősi Imre (1814–1890) piarista szerzetes, tanár, honvéd tábori lelkész, a „branyiszkói hős”
- Kondor Gusztáv (1825–1897) csillagász, geodéta, matematikus, a Magyar Tudományos Akadémia levelező tagja
- Lebstück Mária (1830–1892) honvéd főhadnagy
- Melczer Gyula tüzér főhadnagy
- Mikovényi Károly (1813-1898) honvéd dandár-parancsnok, sótárnok
- Mokry Endre (1827–1889) főmérnök és miniszteri osztálytanácsos
- Nedeczky István (1832–1908) földbirtokos, 1848-as honvéd, országgyűlési képviselő
- Ráth Károly (1829–1868) történész, levéltáros, az MTA levelező tagja
- Réffy Endre (1828–1905) római katolikus plébános és címzetes kanonok
- Rózsaági Antal (1829–1886) író
- Számwald Gyula (1827–1912) honvédfőhadnagy, az amerikai polgárháborúban az északiak vezérőrnagya, az Amerikai Egyesült Államok diplomatája, a Medal of Honor kitüntetettje
- Szodfried Nándor (1819–1881) az 1848–49-es forradalom és szabadságharc honvédezredese
- Szontagh Ábrahám (1830–1902) orvosdoktor, homoeopata gyakorló orvos
- Villási Pál (1820–1888) jogász, tanár, kertészeti szakíró

## Emléke
- Korotnoki emlékmű